# Ring—i—Ring
Ring—i—Ring er det sjette og sidste studiealbum af den danske rockgruppe Nephew, der udkom den  27. september 2018 på Copenhagen Records og Universal Music. Det er bandet første album med sanger og musiker Marie Højlund, der kom med i Nephew i oktober 2017. Det er samtidig Nephews første album siden 2012, med udgivelsen af Hjertestarter og gruppens efterfølgende pause. Albummet består af sange fra de fire ep'er, Vinter—i—Ring, Forår—i—Ring, Sommer—i—Ring og Efterår—i—Ring, som Nephew udgav i perioden januar til september 2018, samt det nye nummer "Rejsekammerater".

## Spor
| #   | Titel                                   | Tekst         | Musik                 | Længde |
| --- | --------------------------------------- | ------------- | --------------------- | ------ |
| 1.  | "Amsterdam"                             | Simon Kvamm   | Nephew                | 4:43   |
| 2.  | "Grundvold"                             | Kvamm         | Nephew                | 4:03   |
| 3.  | "Sig månen langsomt hæver"              | Carsten Hauch | Nephew, J.A.P. Schulz | 4:37   |
| 4.  | "Frankenstein (i Ring Part 1)"          | Kvamm         | Nephew                | 5:53   |
| 5.  | "DMII"                                  | Kvamm         | Nephew                | 4:35   |
| 6.  | "Tropper"                               | Kvamm         | Nephew                | 4:32   |
| 7.  | "Rejsekammerater" (featuring Nik & Jay) | Kvamm         | Nephew                | 5:32   |
| 8.  | "At dø er at rejse"                     | Kvamm         | Nephew                | 4:20   |
| 9.  | "Den blå anemone"                       | Kaj Munk      | Egil Harder           | 5:44   |
| 10. | "Ancestor (i Ring Part 2)"              | Kvamm         |                       | 5:17   |